# Episodi de I tanti segreti di un cuore innamorato - Wedding Peach

Logo occidentale della serie

Lista degli episodi de I tanti segreti di un cuore innamorato - Wedding Peach, anime tratto dall'omonimo manga di Sukehiro Tomita e Nao Yazawa, trasmesso in Giappone su TV Tokyo dal 5 aprile 1995 al 27 marzo 1996. In Italia è stato trasmesso su Italia 1 dal 4 agosto al 29 settembre 2000. L'OAV Wedding Peach DX, distribuito in Giappone dal 29 novembre 1996 al 21 marzo 1997, è arrivato in Italia in 2 VHS distribuite dalla Dynamic Italia nel 1999.
Le sigle originali di apertura sono Yumemiru Ai Tenshi (夢見る愛天使?) delle FURIL (Kyōko Hikami [Momoko], Yūko Miyamura [Hinagiku], Yukana Nogami [Yuri]) per gli ep. 1-27, Wedding Wars ~Ai wa honō~ (Ｗｅｄｄｉｎｇ Ｗａｒｓ ～愛は炎～?) di Erina Nakajima per gli ep. 28-51 e Merry Angel delle FURIL' per l'OAV. Quelle di chiusura sono 21 seiki no Juliet (２１世紀のジュリエット?) per gli ep. 1-27, Virgin Love (ヴァージンラブ?) per gli ep. 28-50 e Sweet little love per l'OAV, tutte delle FURIL; nell'ultimo episodio in chiusura, però, viene utilizzata la seconda sigla di apertura. La sigla italiana, invece, è cantata da Cristina D'Avena.

## Lista episodi

### Serie TV
| Nº | Titolo italiano Giapponese 「Kanji」 - Rōmaji - Traduzione letterale | In onda           | In onda           |
| Nº | Titolo italiano Giapponese 「Kanji」 - Rōmaji - Traduzione letterale | Giapponese        | Italiano          |
| 1  | Sboccia l'onda dell'amore 「祝！愛天使誕生」 - Shuku! Ai Tenshi tanjō – "Congratulazioni! Nasce un Angelo dell'Amore" | 5 aprile 1995     | 4 agosto 2000     |
| 1  | Momoko Hanasaki (SunRose, in Italia) è una ragazza allegra ma pasticciona che sogna un giorno di sposarsi con lo stesso abito indossato da sua madre Sakura (Elizabeth, in Italia), andata via di casa quando lei era ancora piccola. Insieme alle sue amiche del cuore, Yuri Tanima (Lily, in Italia) e Hinagiku Tamano (Daisy, in Italia), è un membro del club di giornalismo alla scuola Saint Hanazono e tutte e tre sono accomunate dal fatto che hanno una cotta per il capitano della squadra di calcio, Kazuya Yanagiba (Nicholas, in Italia), e cercano in tutti i modi di conquistarlo. Mentre tornano a casa, Momoko, Yuri e Hinagiku s'imbattono nel Demone Pluie (Dark, in Italia) che è alla ricerca dei Saint Something Four (Talismani dell'Amore, in Italia), oggetti magici che nascondono un grande potere e che sono sparsi sulla Terra; con l'aiuto di esseri malvagi chiamati Ojama, egli ipnotizza Yuri e Hinagiku e le mette contro Momoko, in possesso di un anello appartenuto alla madre che si rivela essere uno dei quattro oggetti. In suo soccorso, però, arriva l'Angelo Limone (Aaron, in Italia) che sfida Pluie e permette alla ragazza, attraverso il Saint Miroir, di trasformarsi nell'Angelo dell'Amore Wedding Peach. Con la guida della dea e regina degli Angeli Aphrodite, Peach riesce a liberare le amiche dal controllo del nemico, ma successivamente perde i sensi per il troppo sforzo. Al suo risveglio, Yuri e Hinagiku non ricordano nulla e Momoko crede di aver sognato, ma guardando nella tasca della giacca trova l'oggetto che l'ha trasformata in una guerriera. |                   |                   |
| 2  | SunRose diventa Regina dei Cuori 「あっぱれ！お色直し」 - Appare! Oironaoshi – "Splendido! Il cambio d'abito da sposa" | 12 aprile 1995    | 4 agosto 2000     |
| 2  | Pluie fa rapporto alla regina dei Demoni, Reine Devila (Oscuria, in Italia), e spiega di aver trovato uno dei Saint Something Four, ma che Limone e Wedding Peach hanno ostacolato il suo recupero. Yuri, Hinagiku e Momoko, nel frattempo, si battono su chi offrirà il pranzo a Yanagiba, tuttavia il suo compagno di squadra Yosuke Fuuma (Alex, in Italia) rovina il loro intento. Momoko allora, arrabbiata, lo richiama dal campo durante la partita in corso, ma riceve una pallonata in testa, svenendo, e viene portata in braccio in infermeria proprio da Yosuke. I due, nonostante dicano di non sopportarsi, sembrano iniziare a piacersi, ma vengono interrotti dall'attacco di Pluie, tornato per finire il suo lavoro, ovvero prendere l'anello di Momoko, cioè uno dei Saint Something Four. Con l'intervento di Limone, che consiglia a Wedding Peach di trasformarsi nella sua forma Fighter per poter combattere, Pluie viene sconfitto e, con uno stratagemma, gli viene fatto credere che l'anello che tanto vuole è solamente un semplice oggetto. |                   |                   |
| 3  | Una giornata movimentata 「ねらわれた花嫁」 - Nerawareta hanayome – "La sposa nel mirino" | 19 aprile 1995    | 4 agosto 2000     |
| 3  | Al club di giornalismo, Momoko e le altre scoprono che la squadra di calcio e, naturalmente, il capitano Yanagiba sono stati invitati al matrimonio di un ex-giocatore della scuola. Alla cerimonia, in qualità di fotografo, è stato invitato anche Shoichiro Hanasaki, il padre di Momoko, e questa insieme a Yuri e Hinagiku, con la scusa di assisterlo, si unisce a lui e va a vedere l'amato Yanagiba. Pluie con l'aiuto di Jama-Pi ipnotizza la sposa, rendendola aggressiva e violenta verso l'amore del marito, ma Wedding Peach, anche grazie a Yosuke presente alla festa, la purifica e la riporta alla normalità. |                   |                   |
| 4  | Principessa Lily sogna con noi 「エンジェルリリィ誕生」 - Enjeru Rirī tanjō – "È nata Angel Lily" | 26 aprile 1995    | 4 agosto 2000     |
| 4  | La madre di Yuri, una designer di abiti da sposa, deve tenere a giorni una sfilata per promuovere il suo marchio, ed è molto ansiosa per questo. Anche Yuri deve partecipare e Momoko le chiede a tutti i costi di poter sfilare anche lei, ma riceve un rifiuto da parte della madre della prima. Pluie individua delle onde dell'amore provenire dagli abiti da sposa e, credendo si tratti di uno dei Saint Something Four, mette a soqquadro lo studio della madre di Yuri, distruggendo i modelli preparati. Quest'ultima, tuttavia, incolpa Yuri dell'accaduto e litiga violentemente con ella. Un secondo attacco di Pluie porta Wedding Peach ad intervenire, ma al suo fianco si unisce proprio Yuri, trasformatasi in Angel Lily, e insieme cacciano via il demone. |                   |                   |
| 5  | La terza Principessa dei Cuori 「３人目の愛天使」 - San-nin-me no Ai Tenshi – "Il terzo Angelo dell'Amore" | 3 maggio 1995     | 4 agosto 2000     |
| 5  | I genitori di Hinagiku litigano e la madre va via di casa. Akira (Simon, in Italia), il fratello minore, mette al corrente Hinagiku della situazione che, con Yuri e Momoko, decide di dare una mano al negozio di fiori di famiglia intanto che sua madre non c'è. Il motivo del litigio si scopre essere la dimenticanza da parte del padre del quindicesimo anniversario di matrimonio: in realtà, egli voleva preparare una sorpresa per la moglie, regalandole una collana, ma nella confusione del negozio l'ha persa. Pluie percepisce una forte energia positiva provenire dalla collana e incarica Jama-Pi di recuperarla, che servendosi di un umano la sottrae al padre di Hinagiku. Wedding Peach tenta in tutti i modi di riprenderla, ma non ci riesce. Hinagiku, vedendo la sua amica in difficoltà, decide di trasformarsi e diventa Angel Daisy e, con Lily e Peach, mette in fuga il nemico. |                   |                   |
| 6  | Un folletto troppo dispettoso 「じゃ魔ピーの逆襲」 - Jamapī no gyakushū – "Il contrattacco di Jama-Pi" | 10 maggio 1995    | 4 agosto 2000     |
| 6  | Una compagna di scuola, Shizuka (Sabrina, in Italia), chiede a Momoko di consegnare a Yosuke da parte sua una lettera d'amore in cui le confessa di amarlo, ma riceve un rifiuto da questi. Intanto, dopo numerosi fallimenti nello sconfiggere Wedding Peach, Jama-Pi viene severamente punito da Pluie. Il folletto allora, deciso a riscattarsi, s'impossessa del corpo di Yosuke e attacca Momoko, ma vedendola soffrire decide di uccidere lo stesso Yosuke. Wedding Peach glielo impedisce, indebolendolo, ma quando arriva Pluie pronto ad eliminarlo, la guerriera difende prontamente il folletto. Jama-Pi rimane molto colpito dal gesto. |                   |                   |
| 7  | Chicchi di riso alla riscossa 「食べすぎにご用心」 - Tabesugi ni goyōshin – "Attenzione a non mangiare troppo" | 17 maggio 1995    | 11 agosto 2000    |
| 7  | Per il giornale della scuola, Momoko, Yuri e Hinagiku fanno un sondaggio sul tipo d'aspetto di ragazza che i ragazzi preferiscono: il modello di ragazza perfetta risulta essere la studentessa Yukiko Kawai (Silvia, in Italia), atleta alta e magra. Un demone al servizio di Pluie fa un incantesimo al riso venduto nel negozio della famiglia di Yukiko, rendendo estremamente grassa in un solo giorno ogni ragazza che lo mangia. Di conseguenza, Yukiko e molte altre diventano grasse e quindi poco apprezzate dai maschi. Wedding Peach, Angel Lily e Angel Daisy, per merito della nuova alleanza di Jama-Pi, scoprono il piano del nemico e lo sconfiggono. Tutto torna alla normalità e le ragazze imparano un'importante lezione, ovvero che l'amore non si basa sull'aspetto esteriore e che non bisogna mai giudicare dalle apparenze. |                   |                   |
| 8  | Un sogno lungo un giorno 「パジャ魔と眠り姫」 - Pajama to Nemuri-Hime – "Pajama e la Bella Addormentata" | 24 maggio 1995    | 11 agosto 2000    |
| 8  | A scuola si stanno verificando degli strani casi in cui gli studenti rimangono a letto a dormire anche per più di un giorno, senza mai svegliarsi. Momoko e le altre indagano sul fatto e fanno delle ricerche, scoprendo che tutto ciò è opera del demone Pajama (Kasan, in Italia) che con la sua magia fa addormentare le persone, intrappolandole nel loro sogno più felice, e aspira loro la propria onda dell'amore. Purtroppo anche Momoko cade vittima del sonno e l'unica soluzione per poterla svegliare è che venga baciata dalla persona che la ragazza ama: Yuri e Hinagiku chiedono con un po' di vergogna a Yanagiba, ma alla fine è Yosuke che accidentalmente, a causa di Jama-Pi, la bacia. Momoko ignara di tutto si risveglia e, trasformatasi in Wedding Peach, raggiunge Angel Lily e Angel Daisy nella battaglia e purifica il demone. |                   |                   |
| 9  | Una leggenda che vive d'amore 「奪われたサムシングフォー」 - Ubawareta Samushingu Fō – "I Something Four rubati" | 31 maggio 1995    | 11 agosto 2000    |
| 9  | Momoko, Yuri e Hinagiku continuano a chiedersi quale sia il loro ruolo come Angeli dell'Amore nella lotta contro i Demoni, e all'obiettivo di quest'ultimi nel trovare i Saint Something Four. La popolare idol Erika Miyagawa (Erica, in Italia) annuncia il suo matrimonio e nomina per l'appunto i Something Four come un qualcosa di utile per la felicità di una sposa; improvvisamente, questa afferma di non volersi più sposare, e Momoko e le altre, che sospettano la presenza di un demone, vanno da lei. I sospetti vengono presto confermati e, grazie all'aiuto di Limone, le guerriere sconfiggono il nemico. Inoltre Aphrodite racconta loro una vecchia leggenda del mondo degli Angeli, legata ai Saint Something Four: essi, appartenuti ad un Angelo innamorato, sono quattro gioielli simbolo del matrimonio che mantenevano la pace e la stabilità nel loro regno, ma con l'attacco dei Demoni di Reine Devila vennero sparsi sulla Terra in modo che questi non se ne impossessassero; sono divisi in Something Old (qualcosa di vecchio), Something Blue (qualcosa di colore blu, simbolo di speranza nel matrimonio), Something Borrowed (qualcosa in prestito) e Something New (qualcosa di nuovo). |                   |                   |
| 10 | L'orologio dei fiori scandisce il tempo dei cuori 「お見事！友情お色直し」 - Omigoto! Yūjō oironaoshi – "Ben fatto! Amicizia rinnovata" | 7 giugno 1995     | 11 agosto 2000    |
| 10 | Il club di giornalismo deve scrivere un articolo importante, ma il giorno della consegna Momoko si ritrova da sola a doverlo scrivere perché Hinagiku sta aiutando il club di judo, mentre Yuri quello di bellezza. La ragazza si arrabbia moltissimo poiché le sue amiche hanno dimenticato il loro dovere verso il club e litiga con entrambe. Limone si accorge che le onde dell'amore che scorrono tra le tre amiche si stanno per spezzare e Aphrodite lo informa che se si allontanassero del tutto, i demoni le troverebbero e le eliminerebbero più facilmente. Pluie individua e scopre che Hinagiku è uno degli Angeli dell'Amore e la attacca. Quando Jama-Pi informa Momoko e Yuri che la loro compagna è in pericolo, queste si rifiutano di andare in suo soccorso, ma grazie a Limone capiscono di stare sbagliando e la raggiungono. Alla fine, le tre capiscono l'importante amicizia che le lega e si scusano a vicenda, sconfiggendo ancora una volta Pluie. |                   |                   |
| 11 | L'incantesimo del tempo 「時をかけるひなぎく」 - Toki wo kakeru Hinagiku – "Hinagiku viaggia nel tempo" | 14 giugno 1995    | 11 agosto 2000    |
| 11 | Pluie ingaggia il demone Tanma (Tic-Tac, in Italia), che controlla il tempo, per assorbire le onde dell'amore e il proprio orologio interiore agli umani. Le lancette del Saint Pendule di Hinagiku cominciano a girare in modo strano, e la ragazza passa una brutta giornata alla cerimonia dell'anniversario della scuola. Tornata a casa, la mattina seguente si accorge di stare rivivendo le cose accadute il giorno prima e capisce così di essere stata, senza volerlo, nel futuro. A scuola, intanto, tutti vengono privati del proprio tempo, rimanendo pietrificati, da Tanma. Informate Yuri e Momoko, insieme le tre affrontano Pluie e il demone, che cerca di persuaderle ad unirsi a lui e a usare il tempo a loro piacimento; tuttavia, facendo ciò, non ci sarebbe più alcuna sorpresa nel vivere il futuro, e Angel Daisy, Angel Lily e Wedding Peach annientano il nemico, riportando il tempo al posto giusto. |                   |                   |
| 12 | Il tuo destino è scritto nelle carte? 「美人悪魔の恋占い」 - Bijin akuma no koi uranai – "La cartomanzia dell'amore della bellissima Demone" | 21 giugno 1995    | 11 agosto 2000    |
| 12 | Momoko chiede a Reiko (Chicca, in Italia), famosa per le sue divinazioni, se in futuro tra lei e Yanagiba potrà mai sbocciare l'amore. Aquelda, intanto, fa la sua apparizione e chiede a Reine Devila il permesso di andare nel mondo degli umani: qui, assetata di denaro quale è, apre una casa della fortuna, con cui attira ed inganna un gran numero di persone desiderose di conoscere il proprio futuro. Convinta da Momoko, Reiko si reca alla casa per conoscere i sentimenti che Yamaguchi (Luchino, in Italia), il ragazzo di cui è innamorata, prova per lei; tuttavia, mediante l'uso della carta del diavolo, Aquelda la rende sua serva e le ordina di diffondere tristezza e infelicità tra le coppie. Wedding Peach, con l'aiuto di Angel Lily e Angel Daisy, fa tornare Reiko in sé e manda via il Demone. |                   |                   |
| 13 | Magico Eros, un campione tra le onde dell'amore 「勝負！悪魔のＰＫ戦」 - Shōbu! Akuma no PK-sen – "Sfida! Il PK-sen del demone" | 28 giugno 1995    | 18 agosto 2000    |
| 13 | Momoko si procura due biglietti per la partita di calcio allo stadio da suo padre e ne lascia uno nell'armadietto del capitano Yanagiba; all'appuntamento, però, si presenta Yosuke, lasciando la ragazza leggermente delusa. Sul posto è presente anche Aquelda, che crea il caos tra gli spettatori, ma Wedding Peach risolve presto la situazione. A fine incontro, però, Momoko si perde all'interno dello stadio e mentre cerca l'uscita, s'imbatte in Shinichi Kaji (Eros, in Italia), giocatore professionista della squadra in campo, alla ricerca di un amuleto regalatogli da sua madre molto tempo fa. I due diventano amici e la ragazza propone al calciatore di allenare per un giorno la squadra della Saint Hanazono. Aquelda, credendo che il suo amuleto sia in realtà uno dei Saint Something Four, ipnotizza Kaji con un demone, il quale scaglia la sua furia contro i tre Angeli dell'Amore. Grazie anche al gesto di protezione di Yosuke nei confronti di Momoko, le tre combattenti sconfiggono il demone che ha posseduto il corpo di Kaji, costringendo quindi la nemica a ritirarsi. Tornato tutto alla normalità, Yosuke sfida Kaji per dimostrare le sue qualità di portiere: il ragazzo ha la peggio, ma il tifo di Momoko lo porta a non mollare. |                   |                   |
| 14 | Un anello smarrito tra le pieghe del tempo 「奪われた愛の指輪」 - Ubawareta ai no yubiwa – "L'anello dell'amore rubato" | 5 luglio 1995     | 18 agosto 2000    |
| 14 | Momoko sogna di sposarsi con Yanagiba, indossando l'anello lasciatole da sua madre a cui è molto legata. La mattina dopo, andando a scuola, incontra Yosuke, e mentre i due si punzecchiano, lei finisce per fargli battere la testa contro un palo della luce. Per farsi perdonare, lo accudisce amorevolmente e insieme saltano le lezioni. Aquelda, visti i suoi continui fallimenti, viene quasi uccisa da Reine Devila, ma Pluie la salva e chiede di poterla tenere come sua aiutante. La nemica, pronta a tutto, riesce quindi a recuperare uno dei Saint Something Four, sottraendo a Momoko il suo anello. Quando torna a casa, la ragazza racconta al padre di averlo perso e questi, stanco di mentirle, le rivela che quell'anello non apparteneva a sua madre, la quale non è affatto morta ma solamente andata via di casa senza spiegare il motivo. Momoko rimane scioccata da tutto ciò e si chiede se la scomparsa della mamma e il furto da parte dei Demoni del suo anello hanno un legame. Per tirarle su il morale, Yosuke le regala un altro anello e lei lo apprezza molto. Pluie e Aquelda si presentano nuovamente di fronte a Momoko, attaccandola, ma Yosuke la protegge, liberando un misterioso potere. Peach, con l'aiuto di Lily e Daisy, elimina definitivamente Aquelda sotto gli occhi di Pluie, ma quest'ultimo, più che per la sconfitta della compagna, è preoccupato dell'onda dell'amore rilasciata da Yosuke, diversa da quella di un comune essere umano. |                   |                   |
| 15 | Seguirò nel buio il palpitare del tuo cuore 「潜入！悪魔の森」 - Sennyū! Akuma no mori – "Infiltrazione! La foresta dei Demoni" | 12 luglio 1995    | 18 agosto 2000    |
| 15 | Pluie rivela a Reine Devila di aver individuato un umano con una misteriosa onda dell'amore e questa le dà in consegna il demone Nocturne (Nocturnia, in Italia) per riuscire a catturarlo. Yosuke, intanto, è preoccupato per Momoko e crede che la ragazza sia coinvolta in qualcosa di grosso; decide così di chiederle spiegazioni, ma questa si rifiuta di dargliele perché non vorrebbe metterlo in pericolo. Come previsto, Pluie arriva e porta via con sé Yosuke, senza dare il tempo a Momoko di intervenire. Grazie a Jama-Pi che rivela la posizione del ragazzo, Momoko, Yuri e Hinagiku si recano al varco che porta alla dimensione dei demoni, situato in una vecchia fabbrica in periferia, e trovano Nocturne ad attenderle. Questa, priva di cuore perché in passato è stata tradita dalle sue amiche più care, mostra a Lily e Daisy una realtà distorta che le porta ad attaccare Peach, ma la fiducia di quest'ultima nella loro amicizia le fa rinsavire e insieme sconfiggono il demone. I tre Angeli dell'Amore continuano, così, il loro cammino per salvare Yosuke. |                   |                   |
| 16 | Lontano dal mondo vicino al mio cuore 「悪魔族の誇り」 - Akuma-zoku no hokori – "L'orgoglio di un Demone" | 19 luglio 1995    | 18 agosto 2000    |
| 16 | Le tre ragazze rilevano Yosuke e Pluie nascosti da una barriera maligna nella foresta, ma, grazie alle onde dell'amore di Peach e l'intervento di Limone, il Demone viene momentaneamente sconfitto e il ragazzo viene portato in salvo. Tuttavia, quando egli riprende i sensi, scopre che Wedding Peach è Momoko, ma lei gli chiede di non chiederle spiegazioni perché non vuole coinvolgerlo ulteriormente nella battaglia contro i Demoni. Pluie riappare, deciso ad uccidere Yosuke e Wedding Peach, ma Reine Devila pone fine alla sua vita quando gli chiede di mostrarle la devozione nei suoi confronti, entrando nel vortice della distruzione e trascinandosi con sé Wedding Peach. Il guerriero non si tira indietro ed esegue l'ordine stabilito, ma Peach tenta di salvarlo nonostante sia un nemico. Pluie comprende la sua gentilezza e prima di sparire per sempre nel vortice le riconsegna l'anello rubato in precedenza. Infine, Momoko chiede a Limone di cancellare i ricordi di Yosuke riguardo alla battaglia. |                   |                   |
| 17 | Una scuola avvolta nel mistero 「聖花園学園の秘密」 - Sei Hanazono Gakuen no himitsu – "Il segreto della scuola Saint Hanazono" | 26 luglio 1995    | 18 agosto 2000    |
| 17 | Momoko dimentica di fare i compiti di matematica e, come punizione, la professoressa le ordina di pulire l'intera biblioteca da sola. La ragazza cerca invano l'aiuto di Hinagiku e Yuri, che sono impegnate nella realizzazione di un articolo per il giornale del mese. Mentre sono in biblioteca, le ragazze trovano un libro in cui si parla di una misteriosa pioggia di luce che colpì l'istituto Saint Hanazono circa cento anni prima, e le tre ipotizzano si tratti dei Saint Something Four inviati da Aphrodite nel mondo umano per non cadere nelle mani dei Demoni. Un nuovo generale al servizio di Reine Devila fa la sua comparsa, Sandra (Eterno, in Italia), che manda le sue servitrici Noise, Blitz e Cloud alla ricerca dei quattro talismani. Queste percepiscono una potente onda dell'amore all'interno della scuola e la attaccano violentemente, ma Wedding Peach, Angel Lily e Angel Daisy le battono con l'aiuto di Limone. |                   |                   |
| 18 | Bolle di sapone in un giorno d'estate 「愛天使、夏休みも戦うわ！」 - Ai Tenshi, natsuyasumi mo tatakau wa! – "Angeli dell'Amore, combatteremo anche durante le vacanze estive!" | 2 agosto 1995     | 18 agosto 2000    |
| 18 | Momoko, Yuri e Hinagiku festeggiano con un pigiama-party l'inizio delle vacanze estive e mentre ascoltano un programma alla radio viene letta una lettera anonima di una ragazza della Saint Hanazono innamorata da sempre di un ragazzo ma che ha cominciato da poco a provare dei sentimenti per un altro. La descrizione degli eventi corrisponde a Momoko, e quando Yuri e Hinagiku glielo fanno notare, questa nega tutto, sostenendo che si tratta certamente di uno scherzo; in realtà, la ragazza ha davvero mandato la lettera, sostenendo di aver sempre amato Yanagiba, ma di aver cominciato a vedere Yosuke sotto una luce diversa. Noise (Lilla, in Italia) percepisce una potente onda dell'amore provenire dalla lettera e svela a tutti che la ragazza in questione è Momoko; ella rimane sconvolta, perché aveva chiesto di non rivelare il nome, e spera che Yosuke non abbia ascoltato la trasmissione. Il giorno dopo, i due si vedono al parco, ma sopraggiunge Noise che, sotto vesti umane, porta via Yosuke con sé. Questa lo ipnotizza e le sottrae il campanellino lasciatogli come portafortuna dal padre, che emana una strana energia e che il demone pensa si possa trattare di uno dei Saint Something Four. Momoko si chiede chi sia la donna, e quando va a casa del ragazzo per verificare di persona, trova Yosuke steso sul pavimento privo di sensi. Noise viene sgridata malamente da Sandra perché il campanellino è un semplice oggetto e, sentendosi umiliata, ritorna da Yosuke e lo attacca. Wedding Peach è sul posto e interviene ma, quando tutto sembra finito, il campanellino di Yosuke reagisce con l'anello di Momoko, facendo rinascere il Something Old, uno dei quattro Saint Something Four. Con l'ausilio del nuovo scettro, il Saint Crystal, Peach purifica dall'odio e dona una nuova vita a Noise. |                   |                   |
| 19 | Il richiamo del talismano blu 「真夏の夜の神秘」 - Manatsu no yoru no shinpi – "Mistero di una notte di mezza estate" | 9 agosto 1995     | 25 agosto 2000    |
| 19 | Gli studenti della Saint Hanazono organizzano una prova di coraggio al cimitero, vestendosi da mostri e fantasmi, per spaventare i visitatori. Dopo la sconfitta di Noise, Sandra ordina a Blitz (Lalla, in Italia) e Cloud di collaborare per recuperare i Saint Something Four e uccidere gli Angeli dell'Amore, ma la prima preferisce agire da sola. Al cimitero, i visitatori cominciano a scomparire in modo strano, mentre il Saint Lipliner di Yuri entra in sintonia con una statua e riesce a sbloccare un passaggio segreto che porta a una stanza sotterranea in cui si scopre essere custoditi gli orecchini blu, il Something Blue, altro pezzo della collezione dei Saint Something Four. Blitz, però, riesce a prenderli prima di Yuri, ma questa si trasforma e la costringe allo scontro. Grazie ai suoi poteri, Angel Lily riprende il Something Blue e con lo scettro Saint Strahl purifica definitivamente Blitz, che, prima di dissolversi, rivela di essere lei la responsabile della sparizione dei visitatori e di averli nascosti in un capanno lì vicino. |                   |                   |
| 20 | Credi in te, e riuscirai 「海辺のペンダント」 - Umibe no pendanto – "Il ciondolo al mare" | 16 agosto 1995    | 25 agosto 2000    |
| 20 | Hinagiku e Momoko raggiungono Yuri alla sua villa al mare dove la madre con suo staff sta progettando nuovi modelli di abiti da sposa e fanno la conoscenza di Saori (Barbara, in Italia), una ragazza mascolina che a breve si sposerà con il suo fidanzato. Le ragazze stringono subito amicizia con lei, in particolare Hinagiku, molto simile caratterialmente alla donna. Cloud scambia l'onda dell'amore emanata da Saori per quella di uno dei Saint Something Four e la attacca. Hinagiku si trasforma e tenta di proteggerla, ma è solo grazie ai nuovi poteri di Peach e Lily che il demone va via; Daisy si colpevolizza per quanto successo, essendo l'unica a non aver ricevuto ancora alcun nuovo potere. Saori, vedendola giù di morale, la incoraggia ad aprirsi e a non fingere di essere felice con le amiche, e le dona in prestito il suo ciondolo che l'ha accompagnata sin dall'infanzia nei momenti più difficili. Un nuovo scontro con Cloud porta il ciondolo a reagire con il Saint Pendule di Angel Daisy, che acquisisce così il Something Borrowed e purifica una volta per tutte il demone con lo scettro Saint Tornado. |                   |                   |
| 21 | Una magica melodia tra cielo e stelle 「ピアノよ響け星空に」 - Piano yo hibike hoshizora ni – "Piano, risuona nel cielo stellato" | 23 agosto 1995    | 25 agosto 2000    |
| 21 | Yuri comincia a frequentare una cattiva compagnia, facendo preoccupare Momoko e Hinagiku. In realtà la ragazza ha iniziato ad uscirci per convincere la sua amica d'infanzia Hitomi Nakabayashi (Allyson, in Italia) a tornare a suonare il pianoforte: ella, infatti, in passato voleva diventare una pianista di successo insieme alla sorella maggiore Satoko (Miranda, in Italia), ma quando quest'ultima si ammalò e morì, lasciandola da sola, abbandonò tutto e si dedicò a una vita spericolata dedita al gioco. Yuri organizza così una recita per Hitomi con l'aiuto di Yanagiba, Yosuke, Momoko e Hinagiku in cui viene interpretata sua sorella che le chiede di tornare a suonare. Sandra, intanto, rimasto senza servitrici, scende in campo in prima persona e attacca Hitomi, ma viene cacciato via dagli Angeli dell'Amore, e Wedding Peach purifica il suo folletto, Donna. A sorpresa di tutti, il vero spirito di Satoko appare agli occhi di Hitomi chiedendole di seguire il suo sogno di diventare una pianista e di farlo anche per lei. Convinta di ciò, Hitomi torna a suonare il pianoforte. |                   |                   |
| 22 | Dove sei Jama-Pi? 「ねらわれたじゃ魔ピー」 - Nerawareta Jamapī – "Jama-Pi nel mirino" | 30 agosto 1995    | 25 agosto 2000    |
| 22 | Mentre si trovano in biblioteca per studiare, Yuri e Momoko perdono di vista Jama-Pi, il quale viene preso da una bambina che lo scambia per un pupazzo e lo porta via con sé. Le due ragazze si mettono presto alla ricerca del folletto, venendo aiutate anche da Yosuke e un suo amico, e finiscono per trovarlo al centro commerciale. Lì incontrano anche Hinagiku, uscita con una scusa insieme a Yanagiba, scatenando la gelosia di Momoko e di Yuri. Jama-Pi, intanto, viene fatto prigioniero da Sandra, ma Wedding Peach, Angel Lily e Angel Daisy lo affrontano e riescono a sconfiggerlo definitivamente. Limone osserva quanto le ragazze siano maturate e cresciute nel loro cammino come Angeli dell'Amore. |                   |                   |
| 23 | Un nuovo nemico nell'ombra 「初キスが奪われる！」 - Fāsuto kisu ga ubawareru! – "Il primo bacio sta per essere rubato!" | 6 settembre 1995  | 25 agosto 2000    |
| 23 | Takuro Amano (Terence, in Italia), amico d'infanzia di Hinagiku, è considerato da molti lo studente più intelligente della Saint Hanazono ed è sempre il primo in classifica nei punteggi degli esami. Nonostante questo, è scarso negli sport di ogni genere. Reine Devila, intanto, convoca Ignis (Edgar, in Italia) della tribù degli Hima e affida a lui la missione di trovare e uccidere gli Angeli dell'Amore. Per fare ciò, il Demone si infiltra tra gli esseri umani ed entra nel corpo di Takuro, rendendolo agile e meno timido. Quest'ultimo, inoltre, è innamorato di Momoko, e Ignis sfrutta l'occasione per farlo confessare e obbligarlo a strappare un bacio alla ragazza; con il conseguente rifiuto di questa, viene fermato da Yosuke, che Momoko vede sempre più come interesse amoroso. Yuri, Hinagiku e Momoko si sfidano poi in una gara di cucina per preparare un piatto al capitano Yanagiba, ma non concludono niente quando Peach e Daisy sono costrette a combattere contro il demone mandato da Ignis; mangiano, così, il cibo preparato da Yuri. |                   |                   |
| 24 | La festa della scuola 「ドキドキ学園祭」 - Dokidoki gakuen-sai – "Il festival da batticuore della scuola" | 13 settembre 1995 | 25 agosto 2000    |
| 24 | A scuola si svolgono i preparativi per il festival annuale, e Momoko Yuri e Hinagiku allestiscono uno stand di takoyaki. Convinto da Ignis che alberga all'interno del suo corpo, Takuro stipula un contratto e vende la sua anima al Demone in cambio di autostima e talento. Il ragazzo così aiuta nella realizzazione del festival, sorprendendo tutti, e invita insistentemente Momoko ad andare al ballo serale con lui, ma questa rifiuta. Ignis percepisce una forte onda dell'amore provenire dalla responsabile del festival Natsumi (Donatella, in Italia) e, sospettando che ella sia un Angelo dell'Amore, manda un suo demone per catturarla. Wedding Peach, Angel Lily e Angel Daisy, però, lo sconfiggono. Alla fine al ballo Momoko si presenta con Yosuke, Natsumi invita Yanagiba ad accompagnarla, mentre Yuri e Hinagiku, rimaste senza partner, si consolano a vicenda. |                   |                   |
| 25 | Un bacio tra le nebbie dell'oscurità 「悪魔のキスは甘くない」 - Akuma no kisu wa amakunai – "Un bacio da un Demone non è dolce" | 20 settembre 1995 | 1º settembre 2000 |
| 25 | Da un po' di tempo il demone Tarashi (Tornor, in Italia) seduce le donne assumendo l'aspetto del loro uomo ideale e rubando loro un bacio. Il caso è diventato pubblico, tanto da venire riportato sui giornali. Takuro scopre che Momoko è Wedding Peach e, attraverso Ignis, la ricatta affinché accetti un appuntamento con lui: la ragazza, nonostante neghi, si ritrova a dover accettare, ma quando egli tenta di baciarla, lei lo allontana grazie a Jama-Pi ma lo fa svenire. Yuri e Hinagiku, intanto, studiano un piano per far uscire allo scoperto il demone e sconfiggerlo, ma quando lo trovano vengono sedotte anche loro; Wedding Peach interviene, risanandole, e insieme purificano il nemico. Ripresi i sensi, Takuro trova Momoko ad accudirlo e realizza erroneamente che lei e Wedding Peach non sono la stessa persona, perché quest'ultima era impegnata a combattere contro il demone di Ignis. |                   |                   |
| 26 | Un nuovo potere 「いつわりの結婚式」 - Itsuwari no kekkonshiki – "La finta cerimonia di matrimonio" | 27 settembre 1995 | 1º settembre 2000 |
| 26 | Takuro, pur di darle un bacio, si lamenta con Momoko sul fatto di non aver successo con le ragazze e vorrebbe uscire con una di loro. Sotto il malvagio consiglio di Ignis, il ragazzo organizza una finta cerimonia di matrimonio tra lui e Momoko, la quale vedendolo triste gli offre a malincuore il suo aiuto. Yosuke si mostra molto geloso, e Yuri e Hinagiku per avere una rivale in amore in meno con Yanagiba cercano di farlo fidanzare con Momoko. Ignis invia un suo demone per attaccare gli Angeli dell'Amore, ma la forza dei sentimenti di Peach, Lily e Daisy fa rinascere il quarto e ultimo pezzo dei Saint Something Four, il Something New. Tuttavia esso scompare, e Limone informa le guerriere dell'esistenza di un quarto Angelo dell'Amore e che quindi la corona rinata potrebbe essere andata a cercarlo. |                   |                   |
| 27 | Con chi si è fidanzato Nick? 「ウソ！柳葉さまに恋人？」 - Uso! Yanagiba-sama ni koibito? – "Non ci credo! L'amato Yanagiba ha una fidanzata?" | 4 ottobre 1995    | 1º settembre 2000 |
| 27 | Yuri, insieme a Momoko e Hinagiku, dà una mano all'asilo della maestra Reiko (Camilla, in Italia). Nonostante varie difficoltà nel gestire i bambini, le ragazze se la cavano piuttosto bene. Yanagiba fa visita a Reiko e i due sembrano conoscersi bene, scatenando la gelosia delle tre ragazze che si chiedono se siano fidanzati. Dopo aver trovato una forte onda dell'amore, Ignis manda un suo demone subordinato all'asilo e ordina a Takuro di dirigersi lì, ma questo si ribella nonostante il loro contratto perché non gli interessa la ricerca degli Angeli dell'Amore. Grazie a Wedding Peach, Angel Lily e Angel Daisy che purificano il nemico, i bambini sono salvi e le ragazze apprendono che la relazione che intercorre tra Reiko e Yanagiba non è altro che di amicizia. |                   |                   |
| 28 | Due cuori che devono sbocciare 「恋する少女は最強よ！」 - Koisuru shōjo wa saikyō yo! – "Le ragazze innamorate sono le più forti!" | 11 ottobre 1995   | 1º settembre 2000 |
| 28 | Una compagna di scuola di Momoko, Akiko Takeuchi (Amanda, in Italia), è innamorata di Tajima (Joy, in Italia), ma non sa come confessarglielo, essendo timida e avendo poca autostima di sé. Momoko l'aiuta ad acquisire più confidenza in se stessa, accompagnandola in centro per cambiare taglio di capelli e comprare nuovi vestiti. Anche Tajima è innamorato di lei, e Yosuke chiede l'aiuto di Momoko, Yuri e Hinagiku per organizzare loro un appuntamento al cinema; i due finiscono, così, per mettersi assieme. Takuro nel frattempo continua a seguire Momoko e, quando i Demoni sferrano un altro attacco, scopre che questa è veramente Wedding Peach: il ragazzo vorrebbe proteggere l'identità dell'Angelo dell'Amore da Ignis, ma egli potrebbe venirne a conoscenza, albergando nel suo corpo. |                   |                   |
| 29 | Giù la maschera 「ハロウィンな魔女」 - Harouin na majo – "La strega di Halloween" | 18 ottobre 1995   | 1º settembre 2000 |
| 29 | Il nuovo generale donna della tribù dell'Acqua del mondo dei Demoni, Potamos (Jenny, in Italia), arriva sulla Terra per aiutare Ignis nella caccia degli Angeli dell'Amore. Per osservare il comportamento che hanno gli esseri umani, Takuro la porta a fare un giro della città, dove intanto si festeggia Halloween. Momoko, Yuri e Hinagiku si travestono da streghe per l'occasione e vanno ad aiutare all'asilo della maestra Reiko insieme a Yanagiba e Yosuke. Anche Potamos si presenta sul posto e attacca i bambini, ma quando Momoko e le altre stanno per intervenire, arriva Takuro travestito da Angelo dell'Amore che allontana il Demone in modo da permettere alle ragazze di trasformarsi senza che ella le veda. Successivamente questi perde i sensi a causa degli attacchi di Potamos, venendo portato in salvo da Wedding Peach, che il ragazzo riconosce in Momoko. Potamos viene sconfitta, ma chiede a Takuro il perché del suo gesto e se le nasconde qualcosa, tuttavia questi le dice che non c'è assolutamente nulla. |                   |                   |
| 30 | Addio Edgar 「グッバイ悪魔さま」 - Gubbai Akuma-sama – "Goodbye signor Demone" | 25 ottobre 1995   | 1º settembre 2000 |
| 30 | Ignis scopre la vera identità degli Angeli dell'Amore e le affronta, ma viene invaso dalle onde dell'amore e quando sta per essere ucciso Wedding Peach lo lascia andare perché spiega che dall'odio non può nascere nulla. Potamos rimane delusa dall'atteggiamento del compagno, ormai non più malvagio come una volta, e lo trafigge in pieno petto. Ferito e morente, il Demone si presenta un'ultima volta da Takuro e lo libera dal loro contratto; questi chiede però che gli venga salvata la vita agli Angeli dell'Amore, che, sorprese, tuttavia arrivano tardi. La disperazione di Takuro per aver perso Ignis viene amplificata dal demone Pump (Arietto, in Italia) di Potamos che lo trasforma in un mostro, ma ritorna in se grazie alla purificazione di Wedding Peach. Infine, il ragazzo chiede a Hinagiku se può contribuire alla lotta tra Angeli e Demoni, ma lei, per non metterlo ancora in pericolo, declina la sua offerta. |                   |                   |
| 31 | Una rivale in amore 「乱入！恋のライバル」 - Rannyū! Koi no raibaru – "Assalto! Una rivale in amore" | 1º novembre 1995  | 8 settembre 2000  |
| 31 | Al fine di ottenere maggiori informazioni sugli Angeli dell'Amore, Potamos assume sembianze umane con il nome di Hiromi Kawanami e comincia a frequentare la Saint Hanazono come studentessa; ella fa ben presto innamorare tutti i ragazzi per via del suo atteggiamento estremamente dolce. Essendo un'abitante del mondo dei Demoni non dovrebbe provare sentimenti come l'amore, ma comincia a sentire qualcosa per Yosuke non appena lo conosce; si fa assumere infatti come manager dalla squadra di calcio per poter stargli vicino e chiede qualcosa di più sul suo conto a Momoko, la quale tuttavia è molto gelosa nonostante cerchi di nasconderlo. Hiromi molto diretta chiede un appuntamento a Yosuke, ma questi rifiuta dicendo che preferisce dedicarsi al calcio piuttosto che alle ragazze. A causa di ciò, Potamos sfoga tutta la sua rabbia evocando un demone che congela ogni coppia felice che incontra, ma Peach, Lily e Daisy lo sconfiggono. |                   |                   |
| 32 | Un regalo per Nick 「マフラーに愛を込めて」 - Mafurā ni ai wo komete – "Metti tutto il tuo amore in una sciarpa" | 8 novembre 1995   | 8 settembre 2000  |
| 32 | Momoko, Yuri e Hinagiku, con l'aiuto di alcune compagne di classe, creano ognuna una sciarpa fatta a mano ai ferri da regalare a Yanagiba. Hiromi/Potamos crede però che Momoko la voglia regalare a Yosuke e, gelosa, tenta di rubarla, ma viene fermata dalle amiche della ragazza; presa da attacco di ira, ella non si arrende ed evoca il demone Fusuma, che con le sue abilità magiche fa viaggiare attraverso porte le ragazze in vari mondi paralleli. Yuri e Momoko, accortesi dell'assenza delle amiche, decidono di andare a recuperarle e anche loro entrano dentro il portale insieme Jama-Pi; per non perdere la strada e ritornare così a casa, le due sono costrette a malincuore a disfare la maglia e utilizzarne il filo. Dopo essersi ritrovate, Wedding Peach, Angel Lily e Angel Daisy sconfiggono il demone di Potamos e tornano al mondo reale con le amiche. Tuttavia, tristi perché dopo il duro lavoro fatto devono ricominciare la maglia da capo, Yanagiba accetta i loro semplici gomitoli come regalo per il suo gatto. |                   |                   |
| 33 | Io ti salverò dolce Lily 「戦場に咲いた恋」 - Senjō ni saita koi – "Un amore sbocciato sul campo di battaglia" | 15 novembre 1995  | 8 settembre 2000  |
| 33 | Durante una partita di calcio, Yosuke si fa male alla spalla e Momoko lo accompagna in infermeria per medicarlo. Hiromi/Potamos, spinta anche dalle parole di Hinagiku, che la stava solo prendendo in giro, diventa pazza di gelosia e decide di diffondere la propria energia negativa nell'intera scuola. Gli Angeli dell'Amore agiscono prontamente per fermarla, ma il demone evocato dalla nemica ferisce al braccio con il suo veleno Lily. La guerriera rischia di morire, ma interviene Limone a salvarla, che a sua volta rischia di tramutarsi in un Demone: questi, nel momento, ricorda che la medesima situazione era successa in passato con un Angelo dell'Amore della vecchia generazione, di cui si era innamorato dopo che ella le aveva donato la propria onda dell'amore per salvarlo; Angel Lily non è altro che la reincarnazione di quell'Angelo. Affinché non venga completata la mutazione e non diventi un Demone, Limone prega Lily di ucciderlo, ma quest'ultima si rifiuta di farlo e con l'aiuto dei poteri di Peach e Daisy lo salva tramite le onde dell'amore. Il piano di Potamos fallisce e, senza farsi vedere da nessuno, l'Angelo Limone riprende le sembianze dell'umano Kazuya Yanagiba. |                   |                   |
| 34 | Alex, marionetta maldestra 「恋のあやつり人形」 - Koi no ayatsuri ningyō – "La marionetta dell'amore" | 22 novembre 1995  | 8 settembre 2000  |
| 34 | Hiromi convince Momoko a farsi portare a casa di Yosuke pur di passare del tempo con lui e gli prepara la cena, nonostante le sue scarse doti in cucina. Visto lo scarso interesse che il ragazzo mostra nei suoi confronti, preferendo Momoko, Potamos arrabbiata evoca il demone Rioma (Rioscuro, in Italia), che con i suoi poteri rende Yosuke una marionetta sotto il suo controllo. Momoko rimane stupita dall'atteggiamento che egli assume, ma quando capisce che non è sua la colpa, interviene insieme a Yuri e Hinagiku per sistemare le cose. Lily e Daisy cadono però anche esse vittima del demone e attaccano senza volerlo la loro compagna; Wedding Peach riesce a liberarle e a purificare Rioma, che svanisce. Alla fine, come promesso, Momoko prepara un bentō per Yosuke, rendendolo molto felice. |                   |                   |
| 35 | La quarta Regina dei Cuori 「四人目の愛天使」 - Yonin-me no Ai Tenshi – "Il quarto Angelo dell'Amore" | 29 novembre 1995  | 8 settembre 2000  |
| 35 | Momoko, Yuri e Hinagiku partono in vacanza per le terme in cui vanno anche Yanagiba, Yosuke, Hiromi e la squadra di calcio per il ritiro. Hiromi cerca di stare tutto il tempo sola con Yosuke, rendendo particolarmente triste Momoko. Tuttavia, Hiromi/Potamos si arrabbia perché il ragazzo non l'accetta come sua fidanzata e lo attacca, ma viene fermata da Wedding Peach, Angel Lily e Angel Daisy. Questa, allora, scaglia contro loro un demone al suo servizio, ma l'arrivo del quarto Angelo dell'Amore in possesso del Something New, Angel Salvia, la mette in seria difficoltà e la costringe alla fuga. La nuova guerriera è decisa a sconfiggere i Demoni e si mostra fredda e distaccata nei confronti di Peach, Daisy e Lily. |                   |                   |
| 36 | Una Regina molto solitaria 「一人ぼっちの愛天使」 - Hitoribocchi no Ai Tenshi – "Un Angelo dell'Amore solitario" | 6 dicembre 1995   | 8 settembre 2000  |
| 36 | Nel mondo degli Angeli gli attacchi si fanno sempre più violenti. Reine Devila ordina a Potamos di trovare e eliminare la quarta guerriera dell'Amore apparsa da poco, ingaggiando il demone Brani (Beatrix, in Italia) per assisterla nella missione, ma ella non appena vede Yosuke andare a fare compere si unisce insistentemente a lui. Brani, al contrario, s'impegna nella ricerca degli Angeli dell'Amore, trovando la ragazza che si rivela essere Salvia. Quest'ultima sfida il demone a un duello di spade e dice a Peach, Lily e Daisy di starne fuori e di non intromettersi nella sua battaglia contro il male, le quali però le rispondono che non c'è alcun bisogno di uccidere il nemico ma bensì purificarlo. Limone chiede ai quattro Angeli dell'Amore di unire i loro cuori in modo da accrescere l'onda dell'amore e salvare così il mondo degli Angeli, ma Salvia si rifiuta. |                   |                   |
| 37 | Il segreto di Scarlet è nel suo passato 「サルビアの涙」 - Sarubia no namida – "Le lacrime di Salvia" | 13 dicembre 1995  | 15 settembre 2000 |
| 37 | Momoko, Yuri e Hinagiku scoprono che Salvia frequenta una prestigiosa scuola privata e che il suo vero nome è Scarlet. Le tre tentano in ogni modo di farla loro amica, ma questa le allontana dicendo di non avere bisogno di loro. Potamos, intanto, gelosa delle attenzioni di alcune ragazze verso Yosuke, scatena una bufera di neve e congela tutti in grossi blocchi di ghiaccio. Gli Angeli dell'Amore rispondono presto all'attacco, ma l'egoismo di Angel Salvia non fa che aggravare la situazione; la guerriera a quel punto spiega che il suo atteggiamento è dovuto al fatto che in passato nel mondo degli Angeli la sua migliore amica, Freesia, perse la vita a causa di un demone e che quindi da allora, per vendicarla, ha deciso di uccidere ogni demone le sbarri la strada. Wedding Peach le dice che tutto ciò è sbagliato e che non porta niente di positivo, facendola ricredere. I quattro cuori degli Angeli dell'Amore risuonano all'unisono e liberano il potere dei Saint Something Four, che blocca la bufera e sconfigge il nemico. |                   |                   |
| 38 | Dolce Jenny, ora puoi sognare anche tu 「お別れの熱いキス」 - Owakare no atsui kisu – "Un appassionato bacio d'addio" | 20 dicembre 1995  | 15 settembre 2000 |
| 38 | Hiromi insiste nel continuare a voler diventare la fidanzata di Yosuke, ma quando questi le rivela di aver già qualcuno nel suo cuore, cade nella più profonda disperazione e fa precipitare l'edificio scolastico nell'oscurità. Gli Angeli dell'Amore scoprono che la loro compagna di classe è il Demone Potamos e si apprestano a fermarla, ma ella rapisce Yosuke dicendo che il ragazzo appartiene solo a lei. Essendosi innamorata di un umano e, quindi, avendo disubbidito alle leggi del mondo dei Demoni, Potamos viene punita e esiliata da Reine Devila, la quale manda i suoi seguaci ad ucciderla. Con l'unione dei loro poteri, Wedding Peach, Angel Lily, Angel Daisy e Angel Salvia annientano il male e salvano Potamos da morte sicura, facendola rinascere come umana. Successivamente quest'ultima capisce di non poter obbligare una persona ad amarne un'altra per forza e decide di farsi da parte con Yosuke, dicendogli addio per sempre. |                   |                   |
| 39 | Nubi oscure all'orizzonte 「先生は悪魔？」 - Sensei wa akuma? – "L'insegnante è un demone?" | 27 dicembre 1995  | 15 settembre 2000 |
| 39 | Dopo averlo in passato trasformato in una pietra, Reine Devila riporta in vita Petora (Mantide, in Italia) della tribù dei Folzen e gli affida il compito di eliminare gli Angeli dell'Amore e rubare loro i Saint Something Four. Sotto l'identità dell'artista marziale Gozaburo Iwamoto (Geraldo, in Italia), egli ipnotizza il preside della Saint Hanazono e si autoproclama riformatore dell'educazione della scuola, cancellando le vacanze invernali. Gli studenti si ribellano a tutto ciò, con Momoko, Yuri e Hinagiku in prima fila, ma il demone Hanma (Martellotto, in Italia) con il suo martello fa cadere tutti sotto il suo controllo. Angel Salvia e Wedding Peach li riportano alla normalità, ma la battaglia contro le regole bizzarre di Iwamoto non è finita. |                   |                   |
| 40 | Il terribile Aspiretto 「愛が吸われちゃう！」 - Ai ga suwarechau! – "L'amore sta venendo risucchiato!" | 10 gennaio 1996   | 15 settembre 2000 |
| 40 | Iwamoto vieta agli studenti maschi di parlare alle femmine e viceversa. Momoko e gli altri si oppongono fermamente e questo costa loro duemila giri di campo come punizione. Reine Devila invia in aiuto di Petora il demone Sojiki (Aspiruccio, in Italia), che con il suo potere risucchia le onde dell'amore degli umani e le trasforma in energia malvagia. Yuri scopre che Iwamoto è uno dei Demoni e lo segue con Hinagiku per accertarsene, ma viene attaccata da Sojiki e, insieme a Limone, Peach, Daisy e Salvia, aspirata al suo interno. Per proteggere le guerriere dell'Amore, Limone rischia di soccombere, ma Lily gli confessa il suo amore e lo salva. Sconfitto il mostro tramite la manifestazione dei Saint Something Four, Limone riassume le sembianze di Yanagiba, lasciando sorprese le ragazze; questi spiega allora di essersi nascosto sotto forma di umano sulla Terra per sfuggire alla rilevazione dei Demoni. Comincia, così, a frequentarsi con Yuri, e Hinagiku e Momoko decidono di farsi da parte per il bene dell'amica. |                   |                   |
| 41 | Onde d'amore sulle cime del mondo 「恋愛ごっこ大スキー」 - Renai gokko dai sukī – "Finto amore grande sciata" | 17 gennaio 1996   | 15 settembre 2000 |
| 41 | Yuri organizza una vacanza in montagna e invita Momoko, Hinagiku, Yosuke, Takuro e Yanagiba, ma quest'ultimo non può andare perché convocato all'ultimo momento dalla regina Aphrodite. Petora segue da lontano i ragazzi ed evoca il demone Yukinojo Hengema (Gelindos, in Italia), che ha il potere di assumere le sembianze di qualsiasi persona, per creare discordia nel gruppo, facendoli litigare e aspirando loro energia negativa. Quando però egli tenta di aspirare quella di Yosuke, questi si trasforma in un Demone, che il nemico riconosce in uno fra i più potenti della tribù dei Rafaal. Gli Angeli dell'Amore scoprono il piano di Hengema, ma trovano difficoltà nel sconfiggerlo; è l'intervento di Takuro che, grazie al bracciale donatogli in precedenza da Ignis, salva la situazione e permette alle guerriere di purificare il nemico. Nonostante tutto, Takuro e Hinagiku si avvicinano sempre più. |                   |                   |
| 42 | Quando la poesia sfiora le tue labbra 「ゆりのく・ち・び・る」 - Yuri no ku-chi-bi-ru – "Le l-a-b-b-r-a di Yuri" | 24 gennaio 1996   | 15 settembre 2000 |
| 42 | La storia tra Yuri e Yanagiba procede per il meglio, tuttavia, pur di non dare ulteriore peso a lui, la ragazza accetta qualunque sua richiesta. Per sistemare la faccenda, Momoko e Hinagiku organizzano un'uscita in barca, in cui i due finalmente si chiariscono e si baciano. Petora, intanto, acquisisce sempre più potere e scopre che dietro a Yosuke si nasconde il potente e temuto Demone Viento (Vento, in Italia). Peach, Lily, Daisy e Salvia subiscono un suo attacco, con conseguente scoperta da parte di Yosuke che Momoko è un Angelo, ma quando stanno per essere sconfiggerlo, appare Reine Devila che gli intima di far entrare nel vortice della distruzione le paladine dell'amore: Limone, in loro difesa, si getta al suo interno, trascinandosi dietro Petora. |                   |                   |
| 43 | Dalla parte di Oscuria 「レインデビラの真実」 - Rein Debira no shinjitsu – "La verità di Reine Devila" | 31 gennaio 1996   | 22 settembre 2000 |
| 43 | Yuri ritrova Yanagiba ancora vivo nel suo appartamento, ma egli ha rimosso completamente la memoria di quando era Limone. Reine Devila viene a sapere che Yosuke è Viento, uno dei più potenti Demoni della tribù dei Rafaal, e manda Katyusha (Kristel, in Italia) per tentare di far risvegliare il guerriero nel corpo del ragazzo e farlo partecipare al suo fianco nella battaglia contro gli Angeli. Successivamente ella racconta a questi di odiare così intensamente tutto ciò che è pieno d'amore perché in passato, quando entrò nel mondo degli Angeli, s'innamorò dell'Angelo Etamine (Pintar, in Italia) che però amava Pistil (Pintaria, in Italia), ma venne espulsa perché era un Demone. Wedding Peach, Angel Lily, Angel Daisy e Angel Salvia affrontano Katyusha, ma Viento le pone a dura prova. Il ragazzo ritorna poi nelle vesti di Yosuke, non ricordando nulla, poiché il suo completo risveglio, rivelano i Demoni, non è ancora stato ultimato. |                   |                   |
| 44 | La prima cotta di Jama-Pi 「じゃ魔ピーの初恋」 - Jamapi no hatsukoi – "Il primo amore di Jama-Pi" | 7 febbraio 1996   | 22 settembre 2000 |
| 44 | Jama-Pi rincontra dopo molto tempo i suoi amici d'infanzia Jama-ccho (Jessie-Jama, in Italia) e Jama-Pon, i quali cercano di convincerlo a tornare dalla parte dei Demoni. Il folletto rimane scosso, soprattutto per quello che prova per Jama-ccho, e vorrebbe insegnare loro la bellezza della pace. Intanto Momoko e Yosuke si dichiarano ufficialmente il loro amore, scambiandosi un bacio. I due folletti, però, sono stati mandati da Katyusha per infondere energia negativa a Yosuke e risvegliare Viento, e con uno stratagemma si fingono Momoko, che egli tuttavia riconosce non essere. L'attacco di Jama-ccho e Jama-Pon porta gli Angeli dell'Amore a intervenire, ma questi vengono presto purificati. Non potendo ormai tornare nel mondo dei Demoni, i due partono lontano e Jama-Pi decide di non confessare i suoi sentimenti per l'amica Jama-ccho, capendo che lei e Jama-Pon sono innamorati. |                   |                   |
| 45 | La mamma torna a casa 「帰ってきたママ」 - Kaettekita mama – "La mamma che è tornata" | 14 febbraio 1996  | 22 settembre 2000 |
| 45 | Momoko riceve la visita della madre Sakura, tornata per spiegarle tutta la verità sulla sua fuga da casa: in realtà lei è la sorella della regina Aphrodite, Cerezo, svegliatasi da un sonno profondo, che in passato è stata un Angelo dell'Amore al fianco delle vecchie Lily, Daisy e Salvia. La lotta contro i Demoni causò molte morti e lo scontro tra lei e il capo della Tribù Rafaal Uragano generò una corrente bidimensionale che li fece precipitare sulla Terra, perdendo la memoria. Qui Cerezo si costruì una nuova vita e incontrò Shoichiro, del quale s'innamorò e dal quale ebbe Momoko, ma il richiamo degli Angeli ritornò nella sua mente e fu costretta così a lasciare la famiglia e tornare a combattere. Shoichiro sente inevitabilmente tutta la conversazione e Aphrodite concede a Cerezo un giorno in più da trascorrere con i suoi cari. Katyusha, nel frattempo, attacca Yosuke e lo fa risvegliare come Viento. Wedding Peach rimane scioccata dal fatto che il ragazzo è un Demone e si rifiuta di combattere contro di lui. Cerezo riporta Yosuke alla normalità e cade nuovamente in un sonno profondo, ma prima avverte la figlia che la battaglia d'ora in avanti si farà sempre più dura. |                   |                   |
| 46 | Uniti dal cuore, divisi dal destino 「私の恋人は悪魔」 - Watashi no koibito wa akuma – "Il mio fidanzato è un Demone" | 21 febbraio 1996  | 22 settembre 2000 |
| 46 | Momoko è esausta dalla scoperta che Yosuke è un Demone e salta la scuola. Il club di giornalismo vince un premio per le foto pubblicate e Yuri e Hinagiku si presentano alla cerimonia per ritirarlo. Scarlet si scontra con le ragazze perché crede che Yosuke, essendo un Demone, debba essere ucciso; per questo, lo attacca violentemente senza che questi sappia il motivo. Katyusha appare di fronte al ragazzo e lo infonde di energia negativa che lo tramuta ancora una volta in Viento, ma Wedding Peach capisce che deve reagire alla lotta per riportarlo alla normalità e purifica definitivamente l'emissaria dei nemici. |                   |                   |
| 47 | Ricordi di un amore 「よみがえれ、愛の記憶」 - Yomigaere, ai no kioku – "Ricorda, le memorie di un amore" | 28 febbraio 1996  | 22 settembre 2000 |
| 47 | Momoko è determinata ad eliminare la parte malvagia di Viento dal corpo di Yosuke, ma Scarlet, Yuri e Hinagiku le consigliano di lasciar perdere il ragazzo, poiché egli è un Demone mentre lei è un Angelo, e che quindi debbono uccidere per compiere il loro dovere. Momoko, tuttavia, non si arrende e, dopo un'ulteriore trasformazione da parte di Yosuke in Viento, lo purifica con tutto il suo potere, liberandolo momentaneamente. Così facendo, però, il ragazzo acquisisce piena coscienza del fatto di avere sangue dei Demoni nelle sue vene e chiede a Momoko di allontanarsi da lui. |                   |                   |
| 48 | Una triste realtà tra passato e malinconia 「愛すれどせつなく」 - Ai suredo setsunaku – "L'amore è doloroso" | 6 marzo 1996      | 22 settembre 2000 |
| 48 | Yosuke è tormentato interiormente dalla scoperta di essere un Demone e continua a tenere lontana Momoko, la quale però non lo vuole lasciare solo. Reine Devila manda quattro sue dirette sottoposte generate dal rancore e astio, Hatred, Odio, Jura e Oros (Aterid, Audio, Crudel e Dèmonia, in Italia) per portare al suo cospetto Viento, il figlio di Uragano. Jura attacca gli Angeli dell'Amore e rivela di essere stata lei in passato, insieme alle sue compagne, ad uccidere il potente Uragano perché si era innamorato di una terrestre. Yosuke rimane ulteriormente stupito nell'apprendere ciò che è accaduto al padre e, trasformatosi in Viento, si avventa contro le quattro demoni per vendetta, ma Wedding Peach lo ferma e purifica Jura. |                   |                   |
| 49 | Una serata indimenticabile 「２人だけの夜」 - Futari dake no yoru – "Una notte soltanto per noi due" | 13 marzo 1996     | 29 settembre 2000 |
| 49 | Momoko decide di fare da guardia del corpo a Yosuke per prevenire gli attacchi dei Demoni e lo invita a stare a casa sua per una notte. Scarlet trova ridicolo che un Angelo protegga un Demone e abbandona la squadra. I tre dei quattro generali rimasti di Reine Devila attaccano Viento e Wedding Peach, ma in loro soccorso arrivano Angel Lily, Angel Daisy e Angel Salvia, quest'ultima tornata per unire le forze. Mentre combattono fa la sua apparizione lo spirito incorporeo di Uragano che incoraggia il figlio ad eliminare Reine Devila e a ristabilire l'ordine nel mondo dei Demoni. Infine, Wedding Peach purifica definitivamente i tre generali Hatred, Odio e Oros. |                   |                   |
| 50 | Che cosa accadrà… 「離れない心」 - Hanarenai kokoro – "Cuori inseparabili" | 20 marzo 1996     | 29 settembre 2000 |
| 50 | Yosuke decide di affrontare da solo Reine Devila e chiede a Jama-Pi di indicargli l'entrata per il mondo dei Demoni, ma viene fermato da Momoko che lo supplica di non andare solo altrimenti morirà. La regina demoniaca, intanto, manda sulla Terra i suoi spettri per tentare di invaderla ed eliminare ogni forma d'amore presente su di essa. Viento e gli Angeli dell'Amore si battono contro e a loro si unisce anche Limone, che ha recuperato completamente la memoria. L'amore di Viento e Peach, che provano l'uno per l'altra, porta alla sconfitta degli spettri di Reine Devila, che tuttavia medita vendetta. I due poi, accompagnati da Lily, Daisy, Salvia e Limone, decidono di andare nel mondo dei Demoni per affrontare la regina faccia a faccia. |                   |                   |
| 51 | Quando trionfa l'amore 「ラスト・ウェディング」 - Rasuto Wedingu – "Last Wedding" | 27 marzo 1996     | 29 settembre 2000 |
| 51 | Prima del confronto finale contro i Demoni, i ragazzi organizzano una cerimonia di matrimonio tra Yosuke e Momoko; per l'occasione lei indossa tutti e quattro i Saint Something Four. Aphrodite avvisa Limone che Reine Devila si è liberata dai rovi che la intrappolavano ed è diretta verso la Terra per annientare l'intero universo. Grazie ai suoi spettri, ella invade la città di rovi maligni e innesca una feroce battaglia contro gli Angeli dell'Amore, Viento e Limone. I sentimenti puri che provano Peach e Viento vanno al di là dell'odio provato da Reine Devila, la quale si arrende alla loro onda dell'amore e ritorna un Demone buono. La guerra è finita con il trionfo dell'amore su tutto, persino sulla diversità di razza tra Angeli e Demoni. |                   |                   |

### OAV
| Nº | Titolo italiano Giapponese 「Kanji」 - Rōmaji - Traduzione letterale | Distribuzione    | Distribuzione |
| Nº | Titolo italiano Giapponese 「Kanji」 - Rōmaji - Traduzione letterale | Giapponese       | Italiano      |
| 1  | Gli Angeli dell'Amore ritornano (È estate! Combattiamo anche al mare!) 「愛天使復活！～海に行っても戦うわ～」 - Ai Tenshi fukkatsu! ~Umi ni itte mo tatakau wa~ – "Gli Angeli dell'Amore ritornano! ~Combattiamo anche d'estate al mare~" | 29 novembre 1996 | 1999          |
| 1  | La guerra contro Reine Devila è ormai finita e gli Angeli e i Demoni hanno siglato tra loro un patto di non aggressione. Sakura/Cerezo è tornata dalla sua famiglia sulla Terra e gli Angeli dell'Amore, Limone, Yosuke e Takuro hanno deciso di perdere i ricordi legati alla battaglia per poter continuare a vivere come dei semplici esseri umani. Momoko, Yuri, Hinagiku e Scarlet partono per una vacanza di tre giorni al mare e, nonostante sentano la mancanza dei loro fidanzati, si divertono tanto. Un Demone, contrario all'accordo di pace fatto con gli Angeli, attacca Momoko perché sente provenire da lei una forte onda dell'amore e vorrebbe distruggerla, ma la ragazza, grazie al richiamo di Aphrodite, riacquista la memoria di quando era un Angelo e si ritrasforma in Wedding Peach. Con il conseguente risveglio anche di Angel Lily, Angel Daisy e Angel Salvia, le quattro guerriere dell'amore dotate di nuovi poteri sconfiggono il Demone.                                                |                  |               |
| 2  | Il grande amore di Salvia! (Combattiamo anche in crociera!) 「サルビアの恋⋯ ～豪華客船でも戦うわ～」 - Sarubia no koi… ~Gōka kyakusen de mo tatakau wa~ – "L'amore di Salvia… ~Combattiamo anche su una nave lussuosa~" | 20 dicembre 1996 | 1999          |
| 2  | Il direttore di una grande ditta privata, nonché socio dello stesso circolo di equitazione frequentato da Scarlet, Clark Oasis, invita lei e le sue amiche a bordo di una nave lussuosa per assistere ad una rara eclissi lunare. Momoko, Yuri e Hinagiku si accorgono che Scarlet prova dei sentimenti per Oasis e la spingono a lasciarsi andare con lui. Egli, tuttavia, si rivela essere un Angelo decaduto, ovvero un Angelo fuggito sulla Terra perché esiliato dal suo mondo a causa delle sue idee sul dominio degli umani. Lo scopo di Oasis è, infatti, quello di conquistare e riformare il pianeta, e tenta di convincere Scarlet a seguirlo, ma il potere lo acceca e lo trasforma in un Demone. Dopo essere stato purificato dagli Angeli dell'Amore, Salvia si vede costretta ad accettare la richiesta dell'uomo di ucciderlo definitivamente perché diventato ormai un mostro. |                  |               |
| 3  | Il ritorno (Combattiamo anche a Natale!) 「再会 ～クリスマスでも戦うわ～」 - Saikai ~Kurisumasu de mo tatakau wa~ – "Il ritorno ~Combattiamo anche a Natale~" | 24 gennaio 1997  | 1999          |
| 3  | È la vigilia di Natale e Momoko, Yuri e Hinagiku trascorrono la giornata in giro per la città con i loro fidanzati; Hinagiku si sente in imbarazzo perché lei non sta proprio insieme a Takuro, nonostante i due si piacciano. Con grande sorpresa, i ragazzi rincontrano Hiromi, l'ex Demone Potamos, che tuttavia non ha perso la memoria come avevano fatto loro. Ella si unisce insistentemente a loro e Hinagiku, vedendola abbracciata a Takuro, prova un sentimento di gelosia nei suoi confronti e scappa via. Gli Angeli dell'Amore, intanto, vengono attaccati da Maschera d'Oro, un Demone con la testa interamente fatta d'oro che vale una fortuna; le ragazze si trovano in difficoltà e non possono usare l'attacco di gruppo perché manca Daisy, ma questa all'ultimo momento ritorna e insieme alle altre sconfigge il nemico. Hiromi mette all'asta la testa dorata per ricavare denaro e fare così un viaggio alle Hawaii, mentre Takuro e Hinagiku si ricongiungono e si scambiano i regali di Natale. |                  |               |
| 4  | I falsi Angeli dell'Amore (Combattiamo anche a San Valentino!) 「偽りの愛天使 ～バレンタインでも戦うわ～」 - Itsuwari no Ai Tenshi ~Barentain de mo tatakau wa~ – "I falsi Angeli dell'Amore ~Combattiamo anche a San Valentino~" | 21 marzo 1997    | 1999          |
| 4  | Il Doctor Belphegor, Demone ostile nei confronti di Limone e infiltratosi sulla Terra perché contrario all'accordo di pace fatto con gli Angeli, ruba alle ragazze umane il cioccolato preparato in occasione di San Valentino per cancellare le onde dell'amore presenti sul pianeta. Wedding Peach, Angel Lily e Angel Daisy intervengono per fermare il suo malvagio piano, ma il nemico effettua uno scambio di corpo tra il loro e quello di tre gatti: i tre Angeli si ritrovano così nel corpo dei tre felini, i quali all'opposto si ritrovano in quelli delle guerriere. I tre animali ne combinano di ogni tipo, e Aphrodite informa le ragazze che solo il potere di un Angelo di alto grado può riportare tutto alla normalità. Grazie alla madre di Momoko, Sakura/Cerezo, ognuno riprende il proprio corpo e gli Angeli dell'Amore cacciano via Belphegor. Infine, come da tradizione, le ragazze donano del cioccolato ai loro fidanzati.                                                                   |                  |               |